# 宋汉良
宋汉良（1934年—2000年），男，浙江绍兴人，中华人民共和国政治人物。

## 生平
宋汉良早年在新疆中苏石油公司工作，此后担任新疆石油管理局油田研究所代党委书记兼政治处主任。1980年，升任新疆石油管理局副局长。1983年，担任新疆维吾尔自治区人民政府副主席。1985年10月，改任自治区党委书记，直至1994年9月24日由王乐泉代理。